# Donnenheim
Donnenheim ist eine französische Gemeinde mit 363 Einwohnern (Stand 1. Januar 2021) im Département Bas-Rhin in der Region Grand Est (bis 2015 Elsass). Am 1. Januar 2015 wechselte die Gemeinde vom Arrondissement Strasbourg-Campagne zum Arrondissement Haguenau-Wissembourg. Donnenheim gehört zum Kanton Brumath.

## Geografie
Die Gemeinde Donnenheim liegt fünf Kilometer südwestlich von Brumath und etwa 20 Kilometer nordnordwestlich von Straßburg unweit der Stelle, an der der Fluss Zorn in die Rheinebene eintritt. Im Nordosten reicht das Gemeindegebiet über den Rhein-Marne-Kanal hinaus bis an die Zorn heran. Charakteristisch für Donnenheim ist der großflächige Hopfenanbau, während in den Nachbargemeinden Bilwisheim und Wingersheim Weinanbau vorherrscht.
Nachbargemeinden von Donnenheim sind Krautwiller im Norden, Brumath im Nordosten und Osten, Bilwisheim im Süden, Mittelhausen im Südwesten sowie Wingersheim im Westen und Nordwesten.

## Geschichte und Bevölkerungsentwicklung
Schon 774 erhielt das Kloster Weißenburg hier Besitz, weitere Güter wurden ihm 776 und 780 geschenkt (Trad.Wiz. 071ff.). 823 bestätigte Kaiser Ludwig der Fromme dem Bischof von Straßburg, dass letzterer vom Grafen Erkingar Güter in Donnenheim bekommen hat (Reg.Imp. I, 773). 1196 erfahren wir, dass das Kloster Neuburg für seinen Besitz in "Dunenheim" dem Kaiser keine Abgaben mehr entrichten muss (Reg.Imp. IV, 523).
| Jahr                       | 1962 | 1968 | 1975 | 1982 | 1990 | 1999 | 2009 | 2021 |
| Einwohner                  | 99   | 112  | 146  | 188  | 248  | 217  | 260  | 363  |
| Quellen: Cassini und INSEE |      |      |      |      |      |      |      |      |

## Sehenswürdigkeiten
- Kirche Sainte-Marie-Saint-Bernard-Abbé
- ehemalige Kapelle, datiert auf das Jahr 1177 und renoviert im Jahr 1803

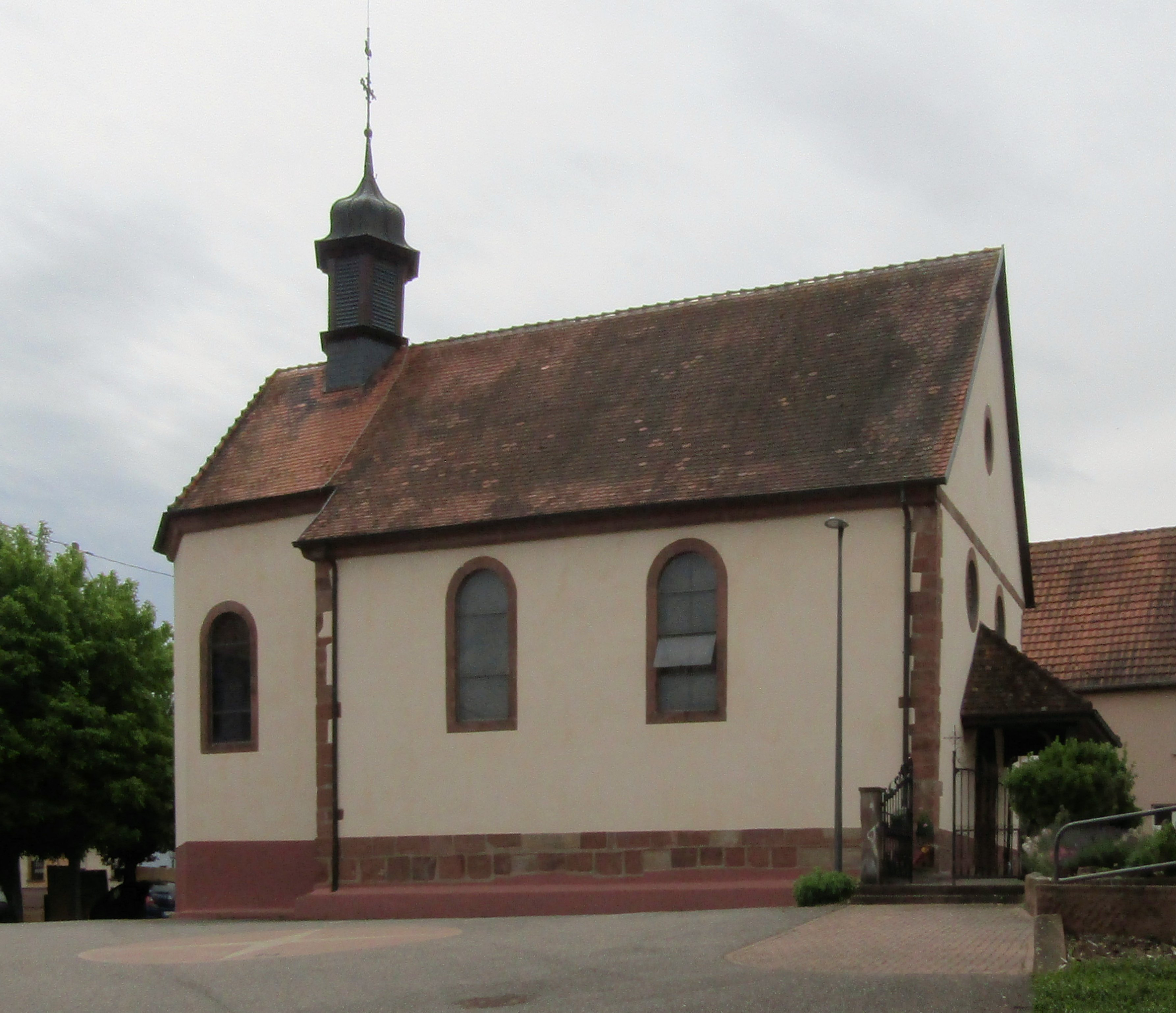
Kirche Sainte-Marie-Saint-Bernard-Abbé
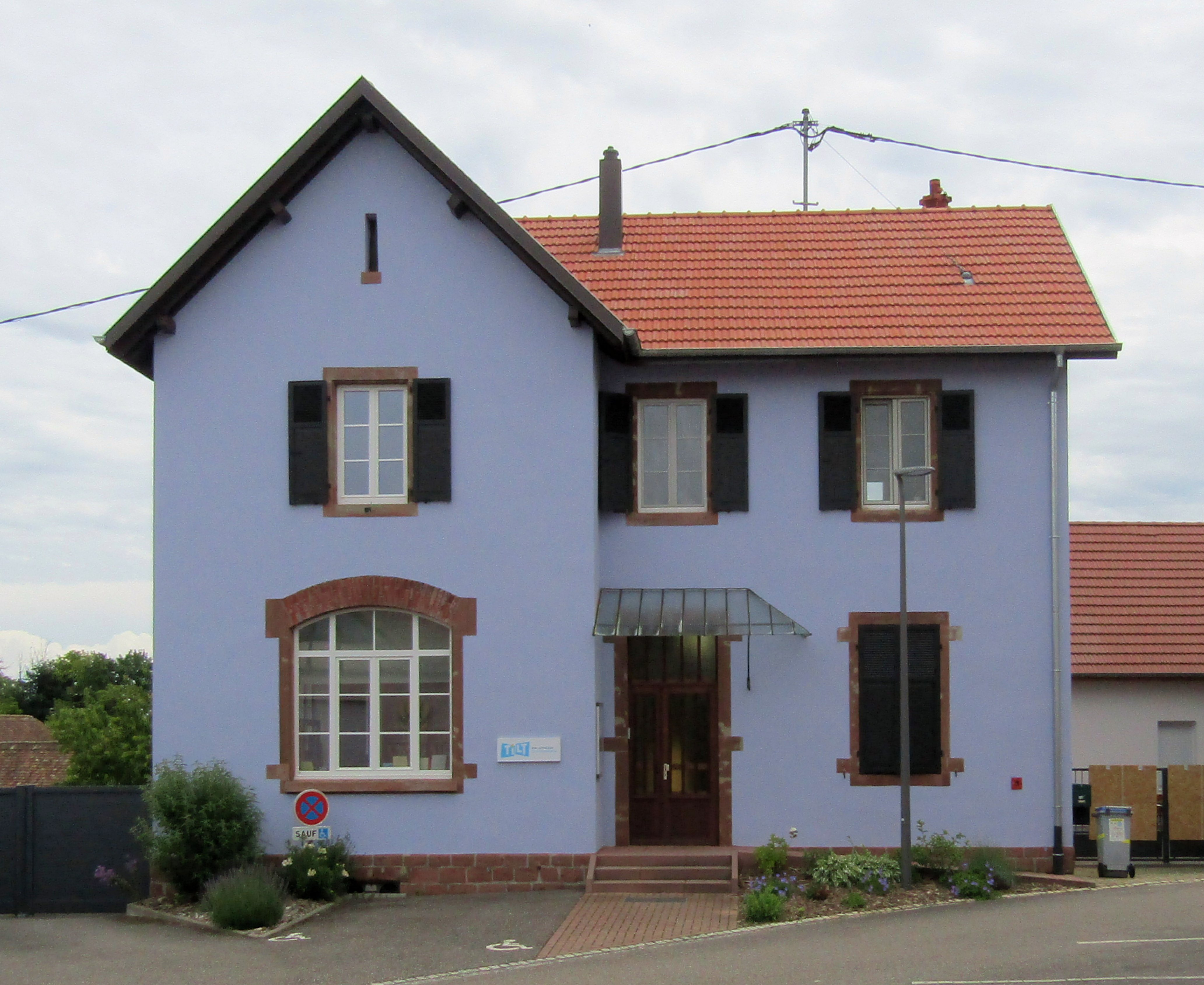
Bibliothek
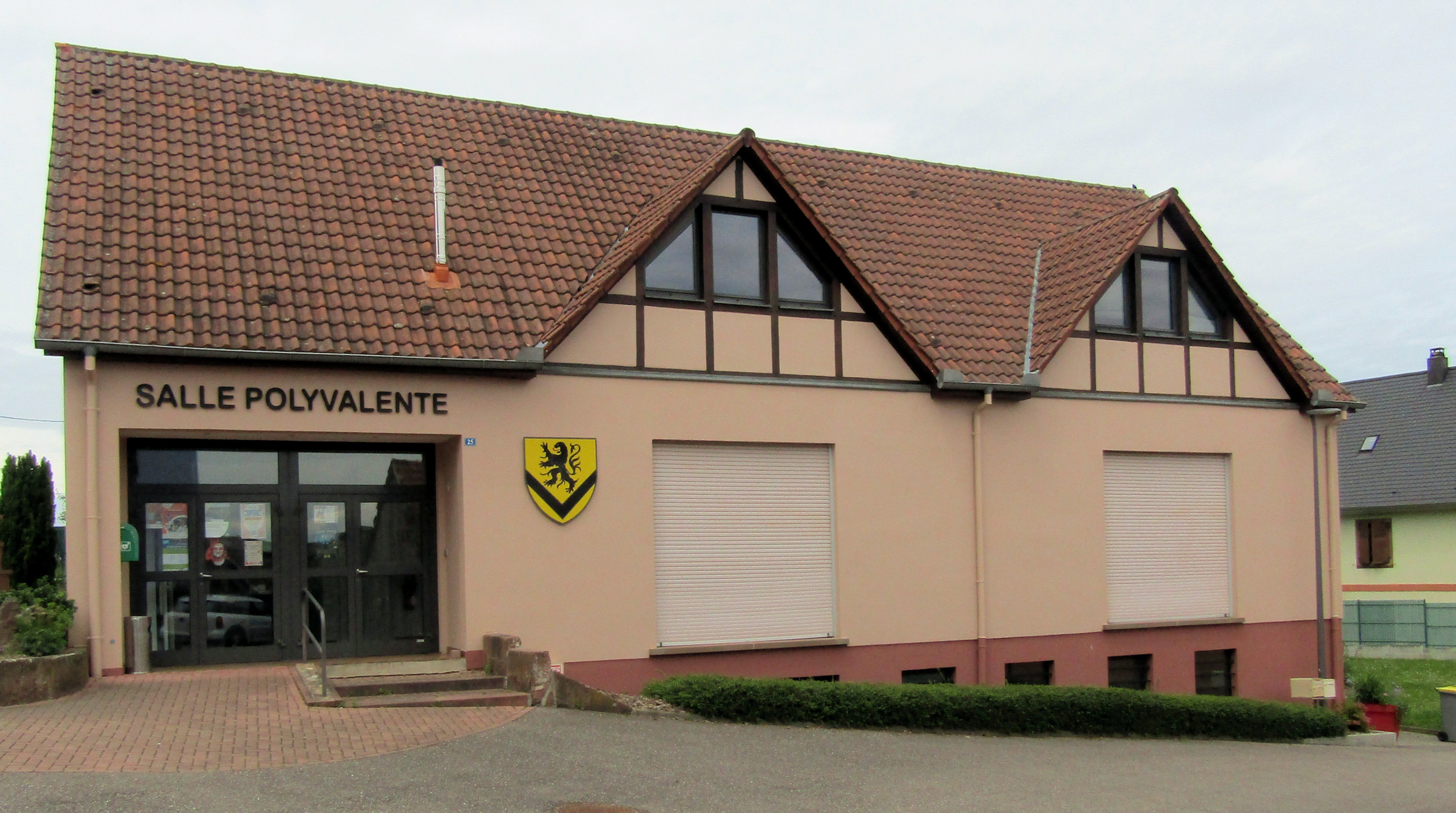
Gemeindefesthalle
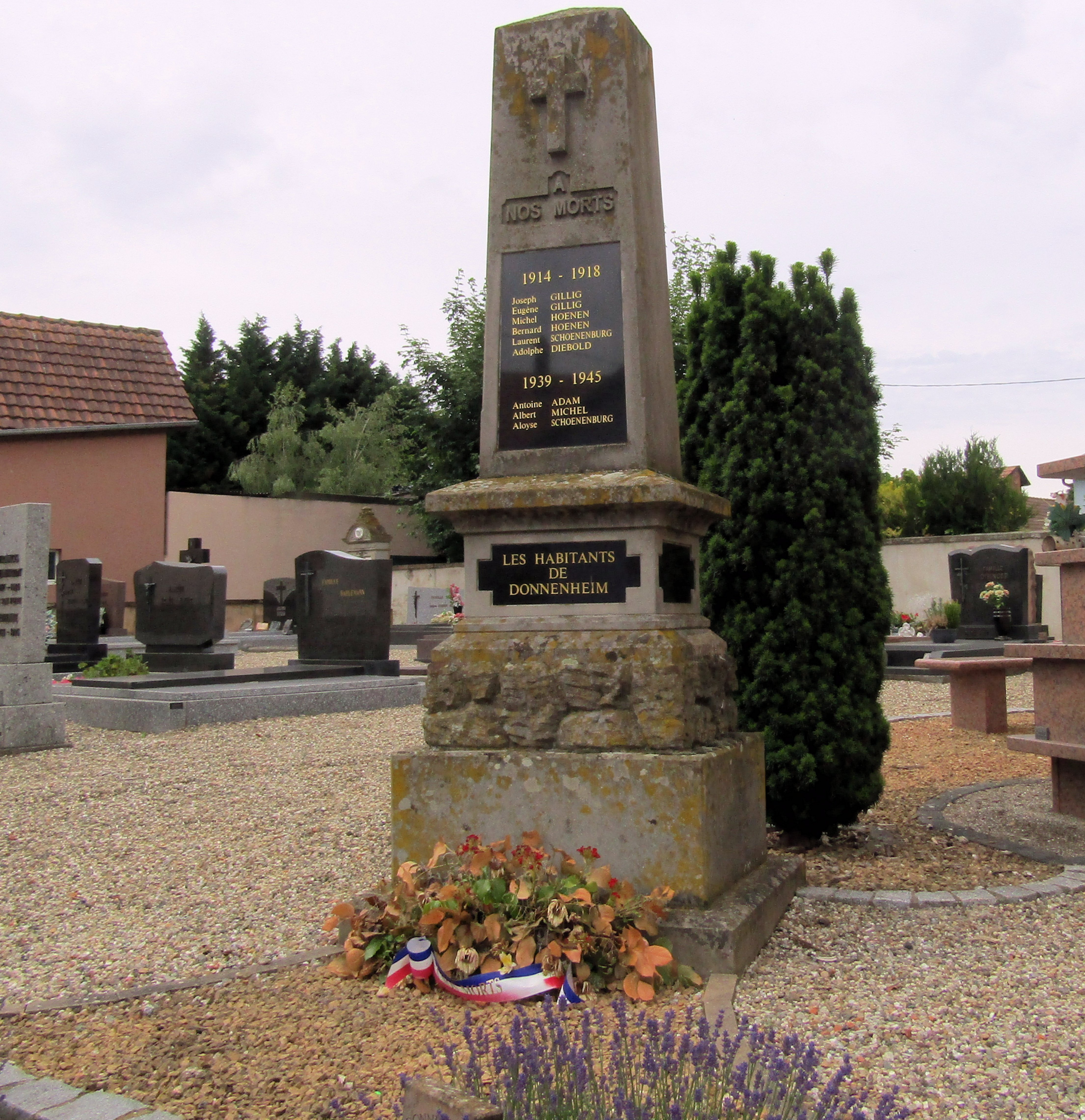
Gefallenendenkmal